# Carl August Ferdinand Bolbroe
Carl August Ferdinand Bolbroe (* 24. November 1833 in Aasiaat; † 28. Oktober 1878 in Qasigiannguit) war ein dänisch-grönländischer Kaufmann und kommissarischer Inspektor in Grönland.

## Leben
Carl August Ferdinand Bolbroe war der uneheliche Sohn des dänischen Kolonialverwalters Poul Georg Lauri(tz) Bolbroe (1810–1885) und der Grönländerin Maren Elisabeth Bebiane Rasmussen. Sein Vater war der Sohn des Pastors Niels Jacob Bolbroe (1770–1856) und seiner Frau Petronelle Georgine Saabye (1780–1822). Bereits sein Großvater Hans Egede Saabye (1746–1817), ein Enkel von Hans Egede (1686–1758), war Missionar in Grönland gewesen. Carl August Ferdinands Mutter war die Tochter des dänischen oder norwegischen Walfängers Rasmus Andersen und seiner zweiten Frau Debora. Er war somit zu einem Viertel Inuk.
Carl August Ferdinand Bolbroe kam jung nach Europa, als sein Vater 1843 heimkehrte. Nach der Konfirmation erhielt er eine Ausbildung im Großhandel und war anschließend anderthalb Jahre lang als Handelsreisender tätig. 1855 begab er sich in die Dienste von Den Kongelige Grønlandske Handel. Am 1. April 1855 wurde er als Volontär in Qeqertarsuaq angestellt. 1859 wurde er zum kommissarischen Kolonialverwalter ernannt. Im Jahr darauf erhielt er Heimaturlaub. Dort heiratete er am 1. Mai 1861 Christiane Ottilie Levinsen (1838–1912), Tochter des Juristen Jens Levinsen und seiner Frau Frederikke Fugmann. Nach seiner Rückkehr wurde er als Handelsasstent Verwalter der Anlage in Kangersuatsiaq. Am 27. Februar 1865 wurde er zum kommissarischen Kolonialverwalter in seinem Geburtsort Aasiaat ernannt. 1866 vertrat er den zum Handelsdirektor ernannten Christian Søren Marcus Olrik als Inspektor von Nordgrönland. 1867 wurde er fest als Kolonialverwalter angestellt und gab das kommissarische Inspektorenamt an Sophus Theodor Krarup-Smith ab. 1869 erhielt er auch das Amt des Kolonialverwalters in Qasigiannguit. Von 1870 bis 1871 vertrat er Krarup-Smith als Inspektor. Von 1873 bis 1874 war er ein weiteres Jahr beurlaubt. Von 1875 bis 1876 vertrat er Krarup-Smith ein weiteres Mal als Inspektor. Er starb zwei Jahre später im Amt im Alter von 44 Jahren. Er war neben seinem Vorgänger Olrik einer von nur zwei grönländischstämmigen Inspektoren.